# Остров (Борщёвский сельсовет)
Остров (бел. Востраў) — посёлок в Борщевском сельсовете Речицкого района Гомельской области Беларуси.

## География

### Расположение
В 14 км на юго-восток от Речицы, 12 км от железнодорожной станции Якимовка (на линии Гомель — Калинковичи), 35 км от Гомеля.

### Гидрография
На западе сеть мелиоративных каналов.

## Транспортная сеть
Транспортные связи по просёлочной, затем автомобильной дороге Калинковичи — Гомель. Планировка состоит из прямолинейной улицы, ориентированной с юго-востока на северо-запад и застроенной деревянными усадьбами.

## История
Основан в 1920-х годах переселенцами из соседних деревень на бывших помещичьих землях. В 1931 году жители вступили в колхоз. 19 жителей погибли на фронтах Великой Отечественной войны. Согласно переписи 1959 года в составе совхоза «Борщевка» (центр — деревня Борщевка).

## Население

### Численность
- 2004 год — 23 хозяйства, 38 жителей.

### Динамика
- 1959 год — 180 жителей (согласно переписи).
- 2004 год — 23 хозяйства, 38 жителей.